# Jeremias Gotthelf
Jeremias Gotthelf (ur. 4 października 1797 w Murten, zm. 22 października 1854 w Lützelflüh) – pisarz szwajcarski piszący w języku niemieckim.
W swojej twórczości inspirację czerpał z życia wsi. Ukazywał świat chłopów, patriarchalny i zagrożony wpływem cywilizacji miejskiej. Był autorem m.in. powieści Der Bauernspiegel oder Lebensgeschichte des Jeremias Gotthelf (1837), Uli der Knecht (1846) oraz Uri der Pächter (1849). Największą popularność przyniosło mu opowiadania Czarny pająk (1842, polskie wydanie w antologii pod tym tytułem z 1976). Utwór ten utrzymany jest w poetyce romantycznej opowieści grozy o cechach moralistycznej przypowieści.